# Liste von Dateinamenserweiterungen/U
In dieser Liste sind übliche Dateinamenserweiterungen aufgelistet, die in einigen Betriebssystemen zur Unterscheidung von Dateiformaten verwendet werden. In anderen Betriebssystemen erfolgt die Dateitypenidentifikation hauptsächlich über den Dateivorspann und bei E-Mail-Anhängen hat der MIME-Type eine größere Bedeutung als die Dateinamenserweiterung. Systeme, die nach den beiden letztgenannten Vorgehensweisen verfahren, ignorieren die Erweiterung meist vollständig. 
| Dateinamenserweiterung | MIME-Typ | Vollständiger Name                               | Bemerkungen, Verwendung                                                                                            |
| ---------------------- | -------- | ------------------------------------------------ | --- |
| .u                     |          | Unreal                                           | Systemdatei der Unreal Engine                                                                                      |
| .u3d                   |          | Ultimate 3D model file format                    | 3D-Modelldateiformat von Ultimate 3D                                                                               |
| .u3p                   |          | –                                                | Auf U3-konformen USB-Stick ausführbares Programm                                                                   |
| .ubox                  |          | Universe Sandbox data file                       | umbenannte ZIP-Datei, die von Universe Sandbox, einer Universumssimulation, verwendet wird                         |
| .ucf                   |          | Xilinx User Constraint File                      | ASCII-Datei, definiert Einschränkungen für ein Hardware-Design auf Logik-Ebene                                     |
| .ufo                   |          | Ulead File for Objects / Unlimited File Ordering | Bild-&Objektdatei von Ulead PhotoImpact / Konfigurationsdatei das Dateimanagers UFO                                |
| .uga                   |          | Ulead Gif Animator                               | GIF-Objektdatei von Ulead                                                                                          |
| .uha                   |          | UHARC Compressed Archive                         | Archive, erstellt mit WinUHA oder Ähnlichem, siehe UHARC.                                                          |
| .uhs                   |          | UHS Ultimate Hint System                         | Speziell für Spielelösungen entwickeltes Dateiformat.                                                              |
| .ui                    |          | Qt User Interface                                | User Interface-Entwurfs-Datei. Verwendet z. B. in KDevelop.                                                        |
| .uif                   |          | Universal Image Format                           | Disc(CD/DVD)-Images/-Archive, erstellt/komprimiert/gemountet mit MagicISO und/oder Virtual-Disk-Emulator MagicDISC |
| .uka                   |          | Unfall- Kranken- und Absenzenmanagement-System   | Datenarchiv-Datei des UKA-Programmes                                                                               |
| .ult                   |          | Ultra Tracker                                    | Trackermodul (Musikformat) des Ultra Trackers                                                                      |
| .umod                  |          | Unreal modification                              | Mod für Unreal/Unreal Tournament                                                                                   |
| .unr                   |          | Unreal Map                                       | Map in Unreal/Unreal Tournament                                                                                    |
| .uom                   |          | Update-O-Matic-Datei                             | - |
| .uoml                  |          | UniqueObject Markup Language                     | UOML ist eine auf XML basierende Auszeichnungssprache des Management-Systems von uniqueobject                      |
| .upd                   |          | Ulead Private Data                               | Corel VideoStudio temporäre Projektdatei (zuvor: Ulead VideoStudio)                                                |
| .urd                   |          | ultra recall database                            | Datenbankdatei von Ultrarecall                                                                                     |
| .url                   |          | Internetverknüpfung                              | Verknüpfung mit einer Internet-URL                                                                                 |
| .usr                   |          | –                                                | Exportdatei für Liedtexte der Online-Liederdatenbank SongSelect                                                    |
| .ut2                   |          | UT 2003/2004 Map                                 | Map in Unreal Tournament 2003/2004                                                                                 |
| .utx                   |          | Unreal Texture                                   | Texturenpakete der Unreal Engine                                                                                   |
| .uu                    |          | UUncoded Datei                                   | ASCII-codierte Binärdaten (WinRAR-Archiv)                                                                          |
| .uue                   |          | UUencoded Datei                                  | ASCII-codierte Binärdaten – UUencode                                                                               |
| .uv2                   |          | µVision                                          | Project file des Embedded Compilers Keil µVision 2 & 3                                                             |
| .uvproj                |          | µVision4 Project                                 | Project file des Embedded Compilers Keil µVision 4                                                                 |
| .uvprojx               |          | µVision5 Project                                 | Project file des Embedded Compilers Keil µVision 5                                                                 |
| .uwu                   |          | untermStrich Web Update                          | Update Datei von untermStrich                                                                                      |
| .uxf                   |          | UML exchange Format                              | Format zum Enkodieren, Veröffentlichen und Austausch von UML Modellen                                              |